# Chełmce (Łódź)
Pour les articles homonymes, voir Chełmce.
Chełmce est une localité polonaise de la gmina de Kowiesy, située dans le powiat de Skierniewice en voïvodie de Łódź.